# National Engineering and Scientific Commission
La National Engineering and Scientific Commission (NESCOM) è un'organizzazione civile e scientifica controllata dal Pakistan, responsabile della ricerca e dello sviluppo in molte aree tra cui tecnologia dell'informazione, fluidodinamica, aerodinamica, ingegneria aerospaziale, ingegneria elettrica, ingegneria meccanica e ingegneria chimica, con specialità nella progettazione e produzione di sistemi di comunicazione e veicoli aerodinamici per le forze armate pakistane. È sotto il controllo amministrativo della divisione Piani strategici dell'Autorità di comando nazionale del Pakistan e ha sede a Islamabad, in Pakistan.
Nel 2007 è stato riferito che NESCOM aveva esportato prodotti per circa 40 milioni di dollari all'anno in vari paesi del Medio Oriente, del Sud-est asiatico e dell'Africa. Secondo l'allora presidente Samar Mubarakmand, il NESCOM aveva sviluppato vari sistemi di comunicazione e sistemi elettronici di contromisure per l'aeronautica militare e la marina pakistana.

## Storia
La Commissione Nazionale di Ingegneria e Scientifica (NESCOM) è stata costituita nel 2001 riunendo il Complesso di sviluppo nazionale, il Complesso per le armi aeree, il Complesso per le tecnologie marittime e l'Organizzazione per la gestione dei progetti.
All'inizio degli anni 2000, NESCOM ha raggiunto rapidamente diversi primati. Tra questi, lo sviluppo della famiglia di missili Shaheen, il missile da crociera lanciato da terra Babur e il missile da crociera lanciato da Ra'ad.

## Organizzazione
Nel 2004, l'allora direttore Samar Mubarakmand rivelò che il NESCOM aveva uno staff di circa 96.000 dipendenti. È stato rivelato che il NESCOM era organizzato in divisioni, con ciascuna divisione guidata da un grande scienziato di fama internazionale con circa 600-1000 ingegneri e tecnici sotto la sua supervisione.
Le seguenti organizzazioni sono raggruppate sotto NESCOM:
- Complesso di sviluppo nazionale - responsabile dello sviluppo dei missili balistici e dei sistemi missilistici da crociera a terra e alimentati a terra.
- Complesso di armi ad aria - responsabile dello sviluppo di missili da crociera lanciati ad aria e di altre munizioni aria-aria e aria-superficie.
- Complesso di tecnologie marittime - responsabile dello sviluppo di sistemi di difesa marittima inclusi radar, apparecchiature sonar, sistemi di lancio delle armi.
- Organizzazione di gestione del progetto - responsabile dello sviluppo di sistemi UAV e UCAV per l'uso da parte delle forze armate pakistane.

## Progetti

### Sistemi missilistici strategici

#### Sistemi missilistici balistici
- Nasr - sistema di missili balistici tattici a combustibile solido con una portata di 70 km.
- Abdali - sistema missilistico balistico a corto raggio a combustibile solido con un raggio di 180 km.
- Ghaznavi - sistema missilistico balistico a corto raggio con una portata di 290 km.
- Shaheen-I - sistema missilistico balistico a combustibile solido con una portata segnalata di 700 km. Lo Shaheen è stato il primo missile a combustibile solido del Pakistan. Il progetto missilistico è iniziato nel 1995 e lo sviluppo e la progettazione sono stati realizzati dal predecessore del NESCOM, il National Development Complex (NDC).
- Shaheen-IA - una versione aggiornata di Shaheen-I con un'autonomia di 900 km. L'aggiornamento è stato presumibilmente realizzato da NESCOM nei primi anni 2000 e presumibilmente includeva un sistema di guida terminale, una migliore capacità di elusione del radar e funzionalità invisibili.
- Shaheen-II - sistema missilistico balistico a medio raggio a combustibile solido con una portata segnalata di 2500 km.
- Shaheen-III - sistema missilistico balistico a combustibile solido con un raggio d'azione di 2750 km.

#### Sistemi missilistici balistici MIRV
- Ababeel - sistema missilistico balistico con capacità MIRV a combustibile solido con una portata dichiarata di 2200 km.

#### Sistemi missilistici
- Ra'ad - sistema missilistico da crociera aria-superficie con una portata aggiornata di 550 km.
- Barq - missile aria-superficie a guida laser trasportato sul Burraq UCAV.
- Babur - sistema missilistico da crociera lanciato a terra con una portata segnalata di 750 km. Una versione lanciata da un sottomarino, * * * Babur-III è stata testata con un raggio d'azione di 450 km.
- Harbah - missile da crociera terrestre anti-nave e attacco terrestre derivato dal missile Babur Cruise.
- Zarb - missile da crociera anti-nave a terra con una portata segnalata di 300 km.

#### Munizioni di precisione
- H-2 - munizione guidata da precisione.
- H-4 - munizione guidata da precisione.

#### Veicoli aerei senza equipaggio
- Burraq - veicolo aereo da combattimento senza pilota (UCAV) armato di missili a guida laser.